# Erysimum wagifii
Erysimum wagifii là một loài thực vật có hoa trong họ Cải. Loài này được Kassumov mô tả khoa học đầu tiên năm 1957.